# Relaciones Chile-República Checa
Las relaciones Chile-República Checa o relaciones chileno-checas se refieren a las relaciones internacionales entre la República de Chile y la República Checa.

## Historia

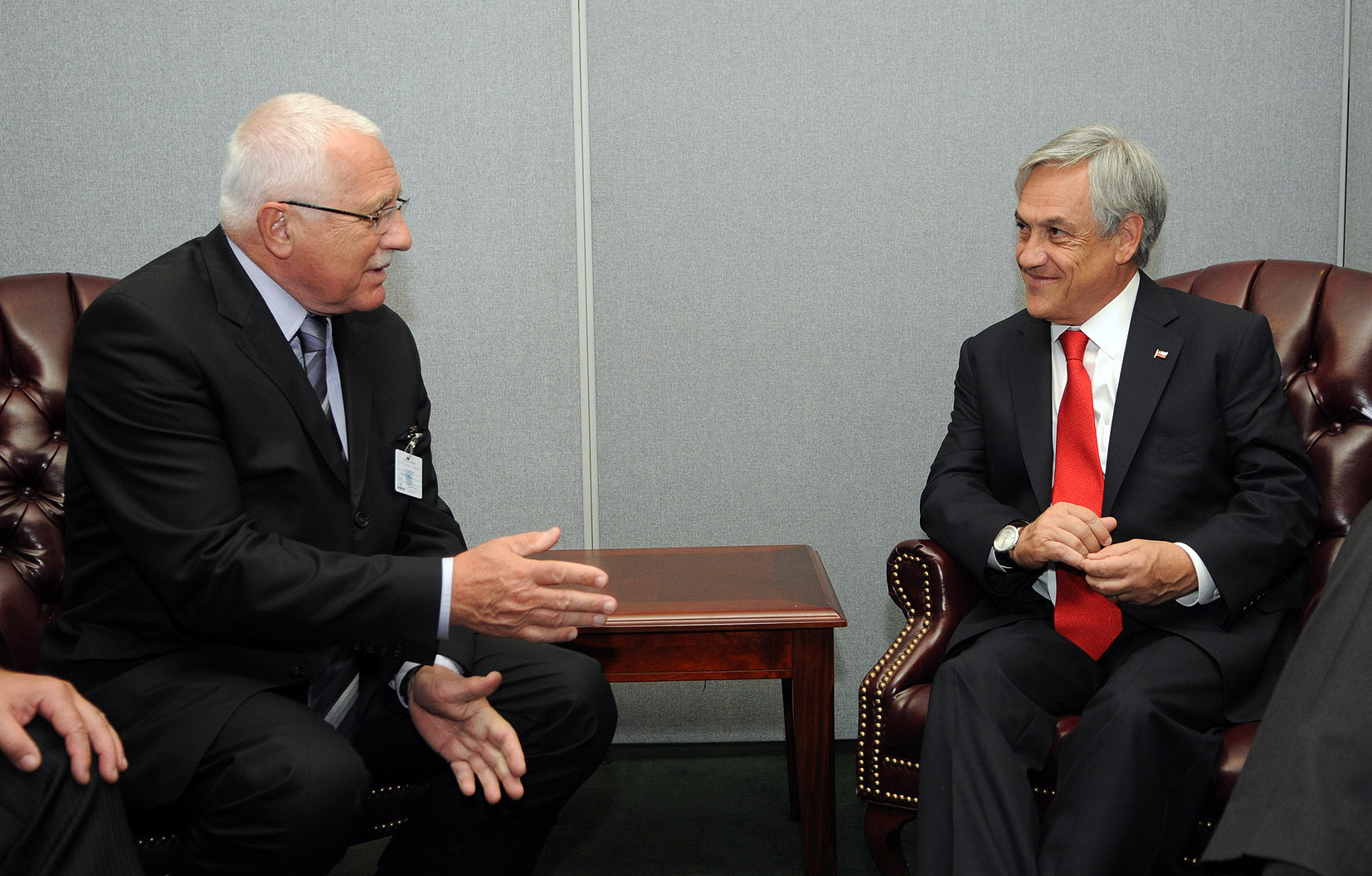
Reunión bilateral entre los presidentes de Chile, Sebastián Piñera, y de la República Checa, Václav Klaus (septiembre de 2010)

Ya en el siglo XIX comenzó una ola migratoria desde la localidad de Broumov, entonces en los denominados Sudetes alemanes. Así, Nueva Braunau fue fundada en 1875 por colonos bohemios de habla alemana.
Las relaciones entre estos dos países se remontan a la formación de Checoslovaquia. Ya durante la Primera República, en 1924 Praga acepta la acreditación del primer enviado chileno, el diplomático César León, quien presenta sus credenciales el 20 de agosto de 1925. El 10 de noviembre de 1931 inicia sus funciones el primer Encargado de Negocios checoslovaco en Chile. El surgimiento de Chequia como Estado moderno en 1993, fue reconocido por Chile el 1 de enero de ese año, momento que marca la disolución de la República Federativa Checa y Eslovaca. 
En 1999 el presidente chileno Eduardo Frei Ruiz-Tagle realiza una visita oficial a la República Checa. 
En 2011, el presidente de la República Checa, Václav Klaus, aparentemente sustrajo una pluma protocolar durante su visita oficial a Chile. Eso sucedió durante la rueda de prensa con el presidente chileno, Sebastián Piñera, y la grabación se difundió por las redes sociales atrayendo mucha atención mediática en Chequia.

## Relaciones económicas
Chile y la República Checa han suscrito numerosos convenios y acuerdos de cooperación en diversos ámbitos. Ambos son Estados miembro de la Organización para la Cooperación y el Desarrollo Económicos (OCDE). Las relaciones comerciales chileno-checas se rigen principalmente por el Acuerdo de Asociación Económica (AAE) con la Unión Europea que entró en vigencia el 1 de febrero de 2003. Anteriormente Chile y Chequia suscribieron un acuerdo de promoción y protección recíproca de las inversiones que fue promulgado en 1996.
La República Checa fue el primer país en apoyar la candidatura de Chile para incorporarse a la Organización para la Cooperación y el Desarrollo Económicos (OCDE), haciéndose efectiva dicha membresía en 2010. Asimismo, se han visto notorios acercamientos bilaterales dentro del marco de la EU-LAC.
En términos macroeconómicos, en 2022, el intercambio comercial entre ambos países ascendió a los 171 millones de dólares estadounidenses, lo que supuso un 15% de crecimiento promedio anual en los últimos cinco años. Los principales productos exportados por Chile fueron medicamentos quimioterapéuticos, vinos, lana sucia esquilada y medicamentos antifúngicos, mientras que la República Checa exportó mayoritariamente alimentos para perros o gatos, unidades de proceso digitales y automóviles.
En turismo, desde 1996 que ciudadanos de ambos países pueden ingresar de un país al otro sin necesidad de requerir un visado por estancias de hasta 90 días dentro de 180 días, por razones de turismo, negocios y visitas. En 2015, los gobiernos de ambos países suscribieron un programa especial de visados Working Holiday, con el fin de facilitar el intercambio de jóvenes por estancias de un año.

## Cooperación
Existen múltiples acuerdos de cooperación en materia científica, cultural, académica, económica, etc. En 2011 se promulgó el acuerdo de cooperación antártica chileno-checo, lo que se traduce principalmente en la asistencia recíproca por parte del Instituto Antártico Chileno y la Armada de Chile en la Base Johann Gregor Mendel, de propiedad de la Universidad Masaryk, ubicada en la isla James Ross, parte del reclamo del Territorio Chileno Antártico. En materia astronómica, el gobierno checo participa en el Observatorio Europeo Austral, ubicado en el desierto de Atacama.
El Círculo Checo Chileno es una de las organizaciones más importantes de la colectividad en Chile.
En mayo de 2016 se celebró una versión especial del Día de Chile en la ciudad checa de Liberec.

## Misiones diplomáticas

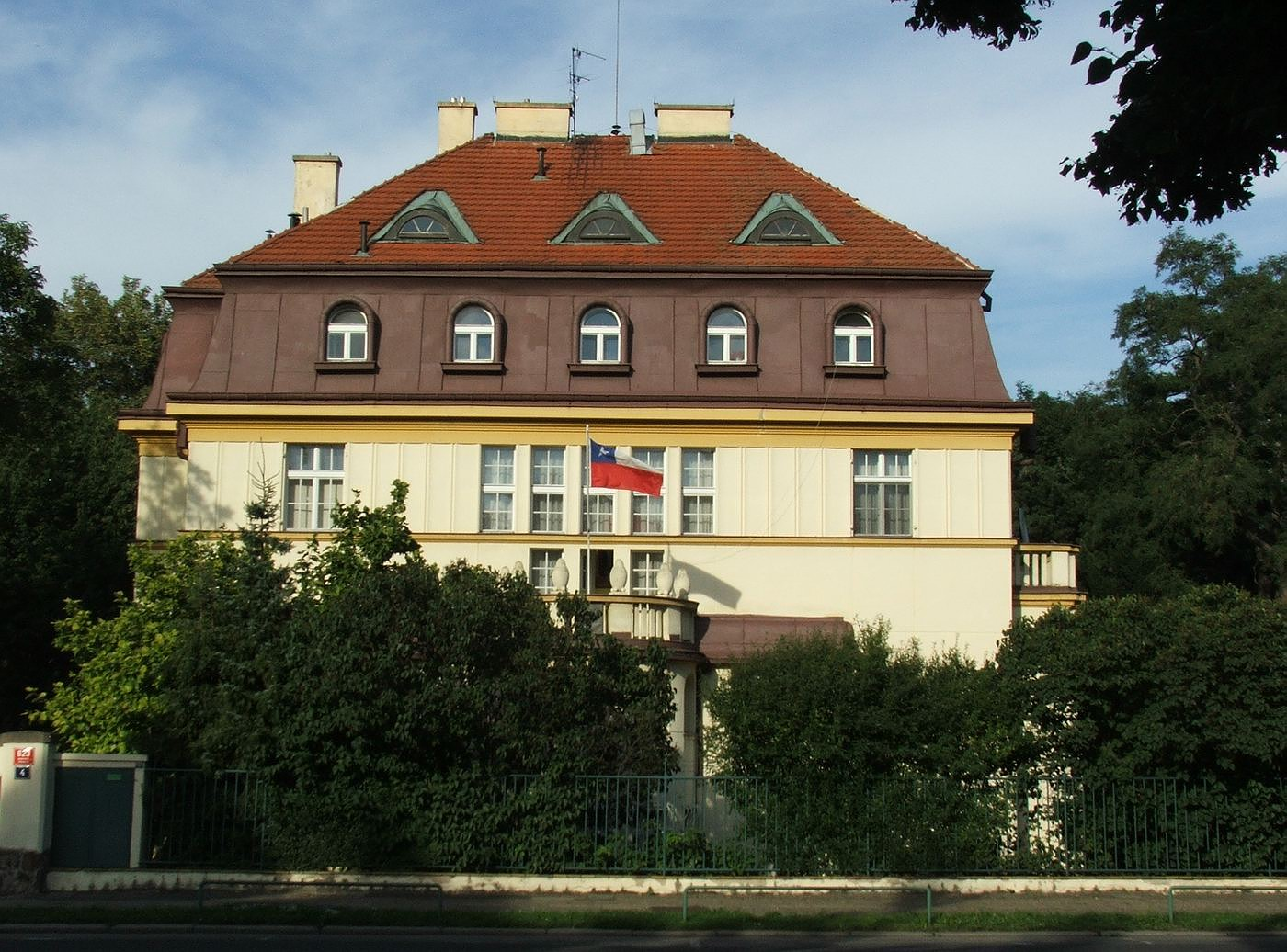
Antigua Embajada de Chile en Praga 6.

- Chile tiene una embajada en Praga.[10] desde 1990. Su primera misión funcionó en el barrio de Troja en Praga. Desde 1996 se traslada a la calle U Vorlíků 4 en el barrio de Praga 6. Y desde marzo de 2022 se ubica en Václavské náměstí 1306/55 en la Ciudad Nueva de Praga 1. El embajador es el diplomático de carrera Hernán Bascuñán.[11]
- República Checa tiene una embajada en el barrio El Golf de la comuna de Las Condes en Santiago.[12] El embajador es el diplomático Pavel Bechný.[13]